# El Genovés
|  | Per a altres significats, vegeu «Genovés». |

El Genovés és un municipi del País Valencià a la comarca de la Costera. Limita amb els municipis de Barxeta, Xàtiva i Llocnou d'en Fenollet (a la mateixa comarca) i amb Benigànim (a la Vall d'Albaida).

## Geografia
Situat en la ribera del riu Albaida, la superfície del terme és muntanyosa. En la part meridional s'alça la Serra Grossa, els contraforts de la qual es denominen Serra de la Creu en esta zona i arriben a una altitud de 410 msnm; si bé la part més meridional, denominada la Solana, arriba als 436 msnm. Entre la Solana i el vèrtex geodèsic de les Bateries (437 m), i fent de límit entre els municipis de Genovés i Benigànim, es troba el port de Benigànim. El riu d'Albaida penetra pel sud-oest, per la gola de l'Estret dels Aigües, entre les muntanyes de la Serra Grossa, i afluïx de sud a nord per la part occidental del terme, fent sovint la labor del límit territorial. Altres accidents destacables són els barrancs del Portitxol, Such, Ferrer, García, de l'Hort i de la Creu.

## Història
Antiga alqueria musulmana, en temps de la conquesta cristiana depenia de Xàtiva. Jaume I la va donar a Baldoví de Baldoví, metge, i a son germà Joan el 1268. L'any 1441 comprà el lloc Ramon Ripoll, fou del senyoriu dels comtes d'Olocau, i per matrimoni de Maria Sanç de Castellvert amb Francesc Fenollet, passà a eixa família. Lloc de moriscos de la fillola de Xàtiva, en 1609, l'any de l'expulsió, comptava amb 70 cases (juntament amb el Fenollet). En 1611 va ser repoblada i li va ser atorgada carta pobla per a recuperar-la de les despoblació que patia des de l'expulsió. Els últims senyors del lloc van ser els Frigola.

## Demografia
| 1990  | 1992  | 1994  | 1996  | 1998  | 2000  | 2002  | 2004  | 2005  | 2007  | 2021 |
| ----- | ----- | ----- | ----- | ----- | ----- | ----- | ----- | ----- | ----- | ---- |
| 2.211 | 2.198 | 2.274 | 2.314 | 2.323 | 2.383 | 2.454 | 2.567 | 2.631 | 2.731 | 2785 |

## Economia
Els terrenys no conreats estan coberts per pins i pastures. Els cultius estan ocupats per terrenys de regadiu amb un predomini dels tarongers, a molta distància de l'arròs, hortalisses i altres cereals, i de secà, on el cultiu predominant és l'olivera, juntament amb la garrofera i la vinya.

## Transports
L'estació de ferrocarril del Genovés pertany a la línia 47 de mitjana distància, coneguda com a València-Xàtiva-Alcoi.

## Política i govern

### Composició de la Corporació Municipal
El Ple de l'Ajuntament està format per 11 regidors. En les eleccions municipals de 26 de maig de 2019 foren elegits 6 regidors del Partit Socialista del País Valencià (PSPV-PSOE), 4 del Partit Popular (PP) i 1 Compromís pel Genovés (Compromís).
| Eleccions municipals de 26 de maig de 2019 - el Genovés                                                                       |                                          |                                     |                                     |        |          |          |
| Candidatura | Candidatura                              | Candidatura                         | Cap de llista                       | Vots   | Vots     | Regidors |
| | Partit Socialista del País Valencià-PSOE |                                     | Pere Revert Miralles                | 838    | 46,74%   | 6 (+1)   |
| | Partit Popular                           |                                     | Marta Sanchis Pardo                 | 676    | 37,70%   | 4 ()     |
| | Compromís pel Genovés                    |                                     | Tomàs Llopis Boluda                 | 268    | 14,95%   | 1 (-1)   |
| | Vots en blanc                            |                                     |                                     | 11     | 0,61%    |          |
| Total vots vàlids i regidors                                                                                                  | Total vots vàlids i regidors             | Total vots vàlids i regidors        | Total vots vàlids i regidors        | 1.793  | 100 %    | 11       |
| | Vots nuls                                | Vots nuls                           | Vots nuls                           | 37     | 2,02%    |          |
| Participació (vots vàlids més nuls)                                                                                           | Participació (vots vàlids més nuls)      | Participació (vots vàlids més nuls) | Participació (vots vàlids més nuls) | 1.830  | 82,92%** |          |
| Abstenció | Abstenció                                | Abstenció                           | Abstenció                           | 377*   | 17,08%** |          |
| Total cens electoral | Total cens electoral                     | Total cens electoral                | Total cens electoral                | 2.207* | 100 %**  |          |
| Alcalde: Pere Revert Miralles (PSPV) (15/06/2019) Per majoria absoluta dels vots dels regidors                                |                                          |                                     |                                     |        |          |          |
| Fonts: JEC, JEZ Xàtiva, M. Interior, Periòdic Ara. (* No són vots sinó electors. ** Percentatge respecte del cens electoral.) |                                          |                                     |                                     |        |          |          |

### Alcaldes
Des de 2015 l'alcalde del Genovés és Pere Revert Miralles de Partit Socialista del País Valencià (PSPV-PSOE).
| Període                       | Alcalde o alcaldessa  | Partit polític | Data de possessió | Observacions |
| ----------------------------- | --------------------- | -------------- | ----------------- | ------------ |
| 1979–1983                     | Cándido Jordà Richart | UCD            | 19/04/1979        | --           |
| 1983–1987                     | Cándido Jordà Richart | CDS            | 28/05/1983        | --           |
| 1987–1991                     | Cándido Jordà Richart | CDS            | 30/06/1987        | --           |
| 1991–1995                     | Cándido Jordà Richart | UV             | 15/06/1991        | --           |
| 1995–1999                     | Emilio Llopis Oltra   | PP             | 17/06/1995        | --           |
| 1999–2003                     | Emilio Llopis Oltra   | PP             | 03/07/1999        | --           |
| 2003–2007                     | Emilio Llopis Oltra   | PP             | 14/06/2003        | --           |
| 2007–2011                     | Emilio Llopis Oltra   | PP             | 16/06/2007        | --           |
| 2011–2015                     | Emilio Llopis Oltra   | PP             | 11/06/2011        | --           |
| 2015–2019                     | Pere Revert Miralles  | PSPV-PSOE      | 13/06/2015        | --           |
| 2019-2023                     | Pere Revert Miralles  | PSPV-PSOE      | 15/06/2019        | --           |
| Des de 2023                   | n/d                   | n/d            | 17/06/2023        | --           |
| Fonts: Generalitat Valenciana |                       |                |                   |              |

## Monuments
- Ermita del Crist: ermita del segle xviii, amb Calvari.
- Església de Nostra Senyora dels Dolors: església del segle xx.
- Museu de la Pilota: acull exposicions permanents i d'altres eventuals.

## Festes i celebracions
- Festes Patronals. Celebra les seves festes en honor del Crist del Calvari, Mare de Déu dels Dolors i Sants Abdó i Senent, del 6 al 8 d'agost.

## Pilota valenciana
El Genovés és un poble fortament relacionat amb la pilota valenciana, puix són nombrosos els pilotaris professionals, o aficionats de primer nivell, que en són originaris, tant en la modalitat de raspall (la tradicional al poble), com en l'escala i corda.
Caldria fer esment als Batiste, als Pigat, als Sarasol, entre molts d'altres com Oltra, León, entre d'altres. Però sens dubte, el més popular, el que va resultar una revolució per a l'esport, i el campió indiscutible durant dues llargues dècades, fou Paco Cabanes, El Genovés.
El poble del Genovés, a més de bressol de figures, també fomenta el coneixement de la pilota valenciana mitjançant el Museu de la pilota, annex al Trinquet del Genovés, innovador gràcies a les remodelacions del 2008, per a millorar les retransmissions televisives.

### Pilotaris més coneguts de Genovés
| - José Cabanes, Genovés II - Juan Cabanes Sanchis, Juan - Paco Cabanes Pastor, Genovés I - Juan Llopis Tomás, Batiste II - Joaquín Oltra Sanchis, Oltra |  | - Enric Sarasol, Sarasol I - José María Sarasol Soler, Sarasol II - Pasqual Sanchis Moscardó, Pigat II, seleccionador - Eduardo Sanchis Moscardó, Pigat III - Rafael Soler Tomás, León |